# Tetingi (Pantan Cuaca)
Tetingi is een bestuurslaag in het regentschap Gayo Lues van de provincie Atjeh, Indonesië. Tetingi telt 372 inwoners (volkstelling 2010).